# Sura

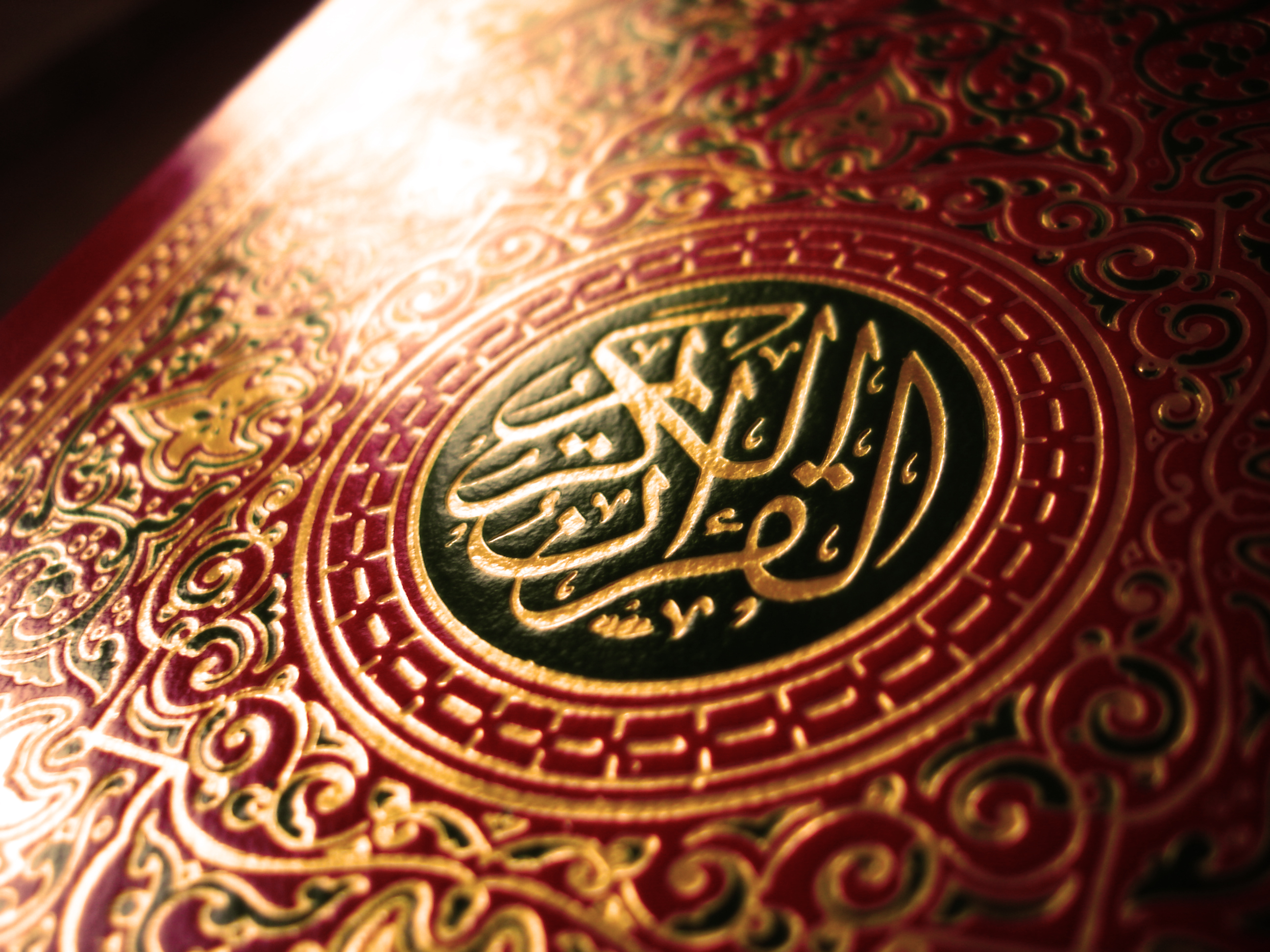
Portada de un ejemplar del Corán, en la que se lee al-Qur'ān al-Karīm, esto es: El Noble Corán.

Una sura (en árabe: سورة‎, sūrah, pl. suwar), tradicionalmente conocido en castellano como azora, es el equivalente a  capítulo en el Corán, libro sagrado del islam, que consta de un total de 114 suras.

## Estructura
Todas las suras excepto una están precedidas por la basmala, una fórmula ritual que dice: "En el nombre de Dios, el Misericordioso, el Compasivo" (bismi l-lāhi r-rahmāni r-rahīm). La novena sura, At-Tawba ("La Retractación"), es la única del Corán que no está encabezada por la basmala. La mayoría de los exegetas del libro, entre ellos Utmán b. Affan, piensan que ello es así porque su contenido está conectado a la sura anterior, "Los Botines de Guerra" y en tiempos de Mahoma eran llamadas "Las Dos que Van Juntas" (Al-Qāribatān), hasta el punto de que había discrepancia sobre si eran dos suras o una; y por ello se dejó de incluir la basmala al principio de la misma. Por otro lado, Ali ibn Abi Talib asegura que la basmala es una garantía de seguridad, mientras que esta sura descendió con la espada, es decir, con las aleyas' concernientes a la lucha, y por ello no comienza con la basmala. La basmala no cuenta como versículo, es decir, no está numerada excepto en la Fatiha.

## Divisiones
Las suras son de dos tipos: mecanas o mequíes y medinesas o mediníes. Estas denominaciones se refieren a si fueron reveladas en La Meca, en los primeros momentos del Islam, o bien en Medina, después de la hégira o emigración de la comunidad musulmana a esta ciudad para huir de la persecución de que era objeto en La Meca. En general, las mecanas son cortas y tienen un ritmo poético más marcado, mientras que las medinesas corresponden a la época en que se organizaba en Medina el primer Estado musulmán, germen del posterior imperio, y son más largas, acorde con su mayor contenido normativo. No existe, sin embargo, un acuerdo total sobre qué suras son mecanas y cuáles medinesas, aparte de que no todas las suras fueron compuestas en bloque, sino por partes, con lo que existen, por ejemplo, aleyas mecanas en suras medinesas.

## Ordenamiento

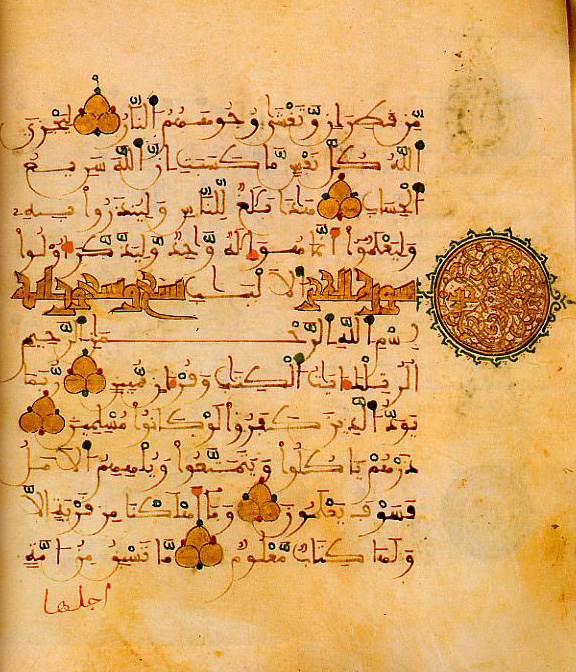
Página de un Corán andalusí. Los trazos más gruesos en el centro de la página son de estilo cúfico

En cada revelación que recibía el profeta Muhammad de parte del arcángel Gabriel se le indicaba qué posición ocupaban esos fragmentos en el libro. Estas revelaciones, que en ocasiones eran en forma de un verso, otras veces en forma de grupo de versos y en otras ocasiones era en forma de suras completas, solían responder a situaciones que tenían lugar en dicho momento. 
El hecho de que las suras no estén ordenadas de forma cronológica, combinado con el hecho de que haya prescripciones religiosas o legales que han variado a lo largo de las revelaciones hace que sea necesario un estudio exhaustivo de los significados, del orden de revelación y de los contextos en que fueron reveladas las distintas suras y aleyas. 
Por ejemplo, respecto al consumo de alcohol, en una primera revelación Dios prohíbe a los creyentes establecer la oración mientras estén bajo los efectos del alcohol. Más adelante, habría una nueva revelación donde se recomienda no consumirlo por tener el alcohol más efectos dañinos que positivos sobre las personas. 
Lo lógico es considerar que la última prescripción según su posición en el libro es la válida, sin embargo, como el texto no está ordenado cronológicamente, no se puede determinar cuál fue la última prescripción más que a través de un trabajo de exégesis que ha dado lugar entre los musulmanes a toda una disciplina llamada "ciencia del abrogante y el abrogado" (los adjetivos se refieren a los versículos) disciplina puesta en duda actualmente por muchos estudiosos  en la semántica de la lengua árabe antigua en la que fue escrito el Corán, pues difiere sustancialmente con el cambio semántico del árabe moderno , el cual saca de contexto la Aleya en la que se fundamenta dicha "disciplina" 
(véase Nasj (exégesis)).